# Marvila (Lisbonne)
Pour les articles homonymes, voir Marvila.
Marvila est une freguesia de Lisbonne.